# Isoniazide
Isoniazide of isonicotinezuurhydrazide of kortweg INH is een geneesmiddel dat sinds 1952 met name gebruikt wordt bij de behandeling van tuberculose en bij behandeling van mensen die recent zijn besmet met tuberculosebacteriën in een poging om de ontwikkeling van actieve tuberculose te voorkomen. In het dagelijks taalgebruik heet het medicijn INH. Het medicijn is beschikbaar als tablet en drank en er is ook een injecteerbare vorm. Samen met rifampicine is het nog steeds een van de twee belangrijkste tuberculosemiddelen. Door INH was het mogelijk om tuberculosepatiënten voor het eerst in de geschiedenis (langdurig) te genezen.
De stof is opgenomen in de lijst van essentiële geneesmiddelen van de WHO.

## Eigenschappen
Na inname wordt INH goed opgenomen en bereikt al snel piekconcentraties in het serum van 3-5 µg/ml waar de MIC waarde (Minimal Inhibitory Concentration) bij de tuberculosebacterie maar 0,025-0,050 µg/ml is. Er is dus maar heel weinig INH nodig om een TBC bacterie te doden. De TBC-bacteriën die in slaaptoestand zijn worden een stuk slechter aangepakt.
INH moet worden geactiveerd door het enzym Katalase-peroxidase (KatG) van de tbc-bacterie voor het effect heeft. INH beïnvloedt na deze activatie vele processen in de bacterie, waarschijnlijk leidend tot verstoring van de opbouw van mycolzuur ten behoeve van de celwand van mycobacteriën.
Met name bij de snel groeiende TBC-bacteriën is het effectief, in enkele dagen tijd weet het de meerderheid van de aanwezige bacteriën te doden.

## Dosering
Eenmaal daags 5 mg/kg lichaamsgewicht met een maximum van 300 mg per dag. Hogere doseringen geven slechts meer bijwerkingen. Bij slechte nierfunctie hoeft de dosering meestal niet te worden aangepast aangezien INH vooral via de lever wordt afgebroken. Het kan ook enkele malen per week worden gegeven in aangepaste doseringen maar dan moet inname altijd onder toezicht geschieden (DOT: Directly Observed Treatment). Bij kinderen onder 25 kg lichaamsgewicht wordt steeds vaker een dosering van 10 mg/kg (of meer) gebruikt. Dit is ook het advies van de WHO.

## Bijwerkingen
Bekend is de mogelijkheid dat een geneesmiddelenhepatitis ontstaat maar in de praktijk blijkt dit mee te vallen, ongeveer 0,5% van de mensen die alleen INH gebruiken krijgt hier last van. Als het middel wordt gecombineerd met andere medicijnen tegen tuberculose wordt de kans wat groter. Andere bekende bijwerkingen zijn vermoeidheid en polyneuropathie. Dit laatste kan voorkomen omdat bij de afbraak van INH in de lever vitamine B6 wordt verbruikt. Dit is de reden dat vaak vitamine B6 aan de medicatie wordt toegevoegd maar het is niet bewezen dat dit effectief is en het blijkt in de praktijk meestal ook niet nodig te zijn als iemand een normaal voedingspatroon heeft. Mogelijke uitzonderingen: verslaafden, zwangeren.

## Interacties
Isoniazide heeft een zwak remmend effect op MAO. Hierdoor kunnen zich interacties voordoen met tyraminebevattend voedsel (zoals bepaalde kazen en rode wijn). Dit wil ook zeggen dat isoniazide in combinatie met antidepressiva behorende tot de klasse van de MAO-remmers wordt afgeraden wegens bijwerkingen.

## Afbraak
De afbraak vindt voornamelijk in de lever plaats. De halveringstijd van INH in serum varieert 0,5-1,6 (snelle acetyleerders) tot 2-5 uur (langzame acetyleerders). Bij de behandeling van tuberculose hoeft er niet op te worden gelet hoe snel de INH wordt afgebroken.

## Resistentieontwikkeling
Bij iedere deling van een TB-bacterie kan een mutatie in het bacterieel DNA optreden die de bacterie minder gevoelig of geheel resistent maakt tegen INH. Dit is een natuurlijk fenomeen dat in de praktijk nooit problemen heeft opgeleverd. De ontwikkeling van INH-resistentie wordt echter aanzienlijk versneld bij groei in aanwezigheid van lage concentraties INH. In het laboratorium is dat al na ca. 5 dagen vastgesteld. Bij behandeling van een longtuberculose patiënt met alleen INH kan een INH-resistente tuberculose worden gemaakt. De patiënt wordt dan eerst beter maar na enkele weken-maanden opnieuw ziek. INH-resistentie is dus door de mens gemaakt. INH moet daarom bij de behandeling van tuberculose altijd worden gecombineerd met andere tuberculose middelen die de vorming van resistente stammen kunnen voorkomen. Hiervoor zijn de gebruikelijke 1e lijns tuberculostatica geschikt, behalve pyrazinamide.